# Ga Jichuk
Ga Jichuk (Tiếng Hàn: 지축역, Hanja: 紙杻驛) là ga tàu điện ngầm của Tàu điện ngầm vùng thủ đô Seoul tuyến 3 ở Hyoja-dong, Deogyang-gu, Goyang-si, Gyeonggi-do, Hàn Quốc. Lấy ga này làm ranh giới, nó được chia thành Tuyến Ilsan của Tổng công ty Đường sắt Hàn Quốc hướng tới Ga Daehwa và Tàu điện ngầm Seoul tuyến 3 của Tổng công ty Vận tải Seoul hướng tới Ga Ogeum.

## Lịch sử
- 1 tháng 4 năm 1990: Tên ga được quyết định là Ga Jichuk[5]
- 13 tháng 7 năm 1990: Đoạn giữa Ga Gupabal ~ Ga Jichuk trên Tàu điện ngầm Seoul tuyến 3 được khai trương và bắt đầu hoạt động như ga cuối cùng.
- 30 tháng 1 năm 1996: Khai trương Tuyến Ilsan đoạn Ga Jichuk ~ Ga Daehwa.

## Bố trí ga
| Depot Jichuk | Samsong ↑  | Depot Jichuk |
|              | S/B N/B \| |              |
| ↓ Gupabal ↑  |            |              |

| Hướng Bắc | ●Tuyến 3 | ← Hướng đi Hwajeong · Baekseok · Jeongbalsan · Daehwa |
| Hướng Nam | ●Tuyến 3 | → Hướng đi Gupabal · Chungmuro · Oksu · Ogeum →       |

## Xung quanh nhà ga
- Khu đô thị mới Eunpyeong 1
- Khu đô thị mới Eunpyeong 3-1
- Depot Jichuk (Tuyến 3)
- Trường tiểu học Jichuk
- Trường trung học cơ sở Jichuk
- Suối Changneungcheon
- Nhà để xe công cộng Jingwan
- Korea District Heating Corporation Chi nhánh Samsong
- Goyang-daero
- Tongil-ro
- Khu vực Jichuk
- Khu vực Samsong

## Hình ảnh

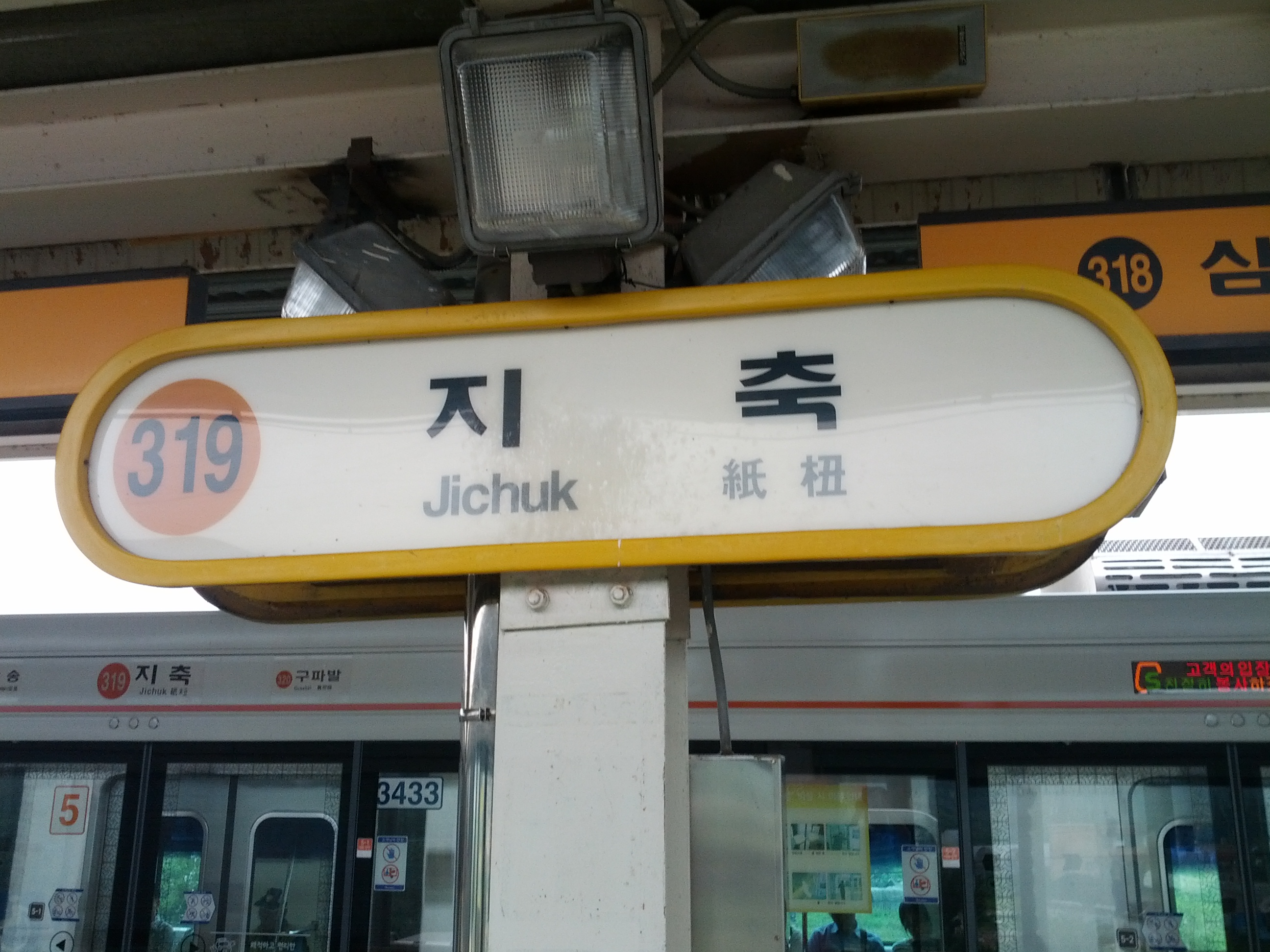
Ga Jichuk 1 (Tổng công ty Vận tải Seoul)
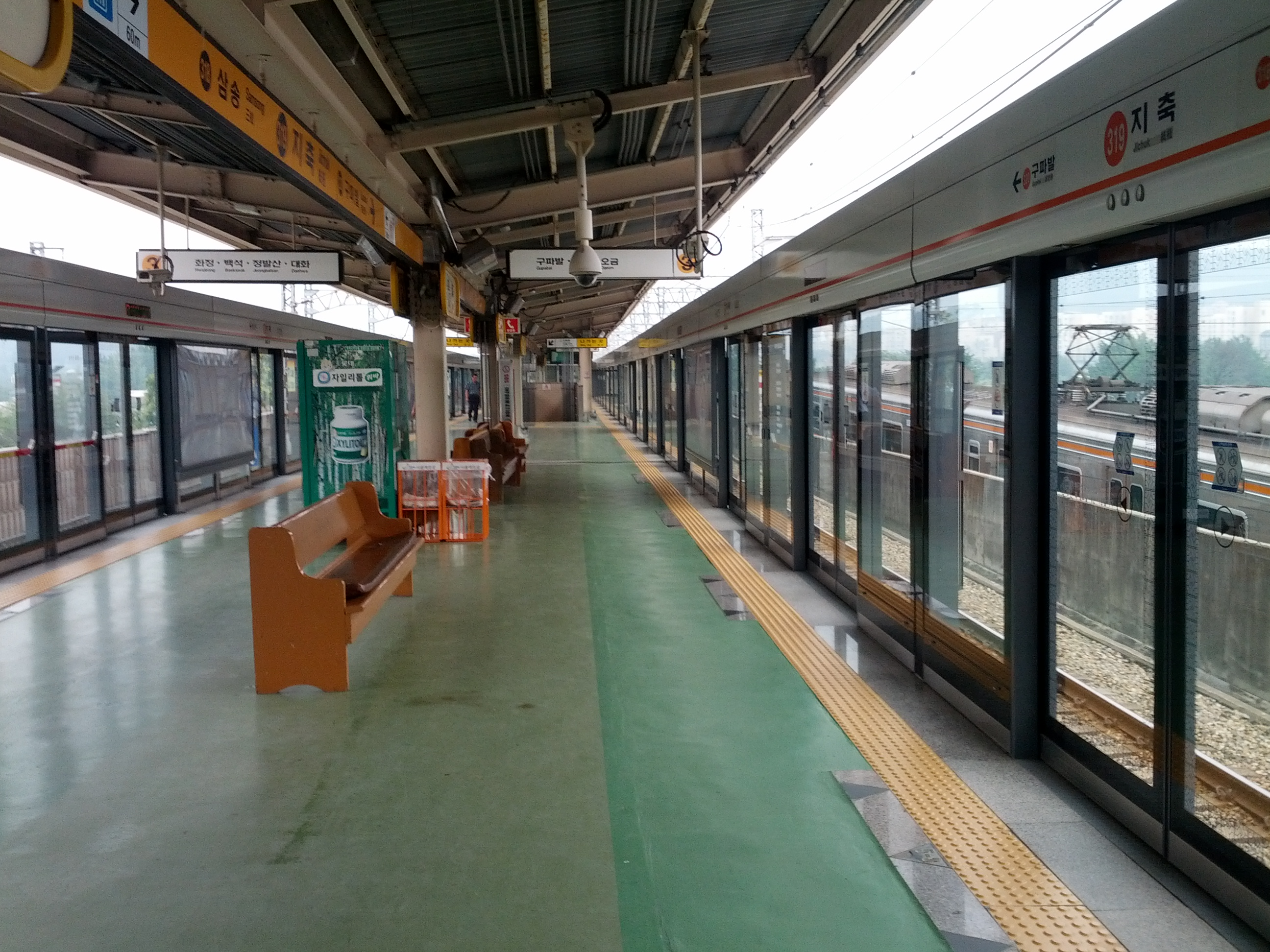
Ga Jichuk 2 (Tổng công ty Vận tải Seoul)
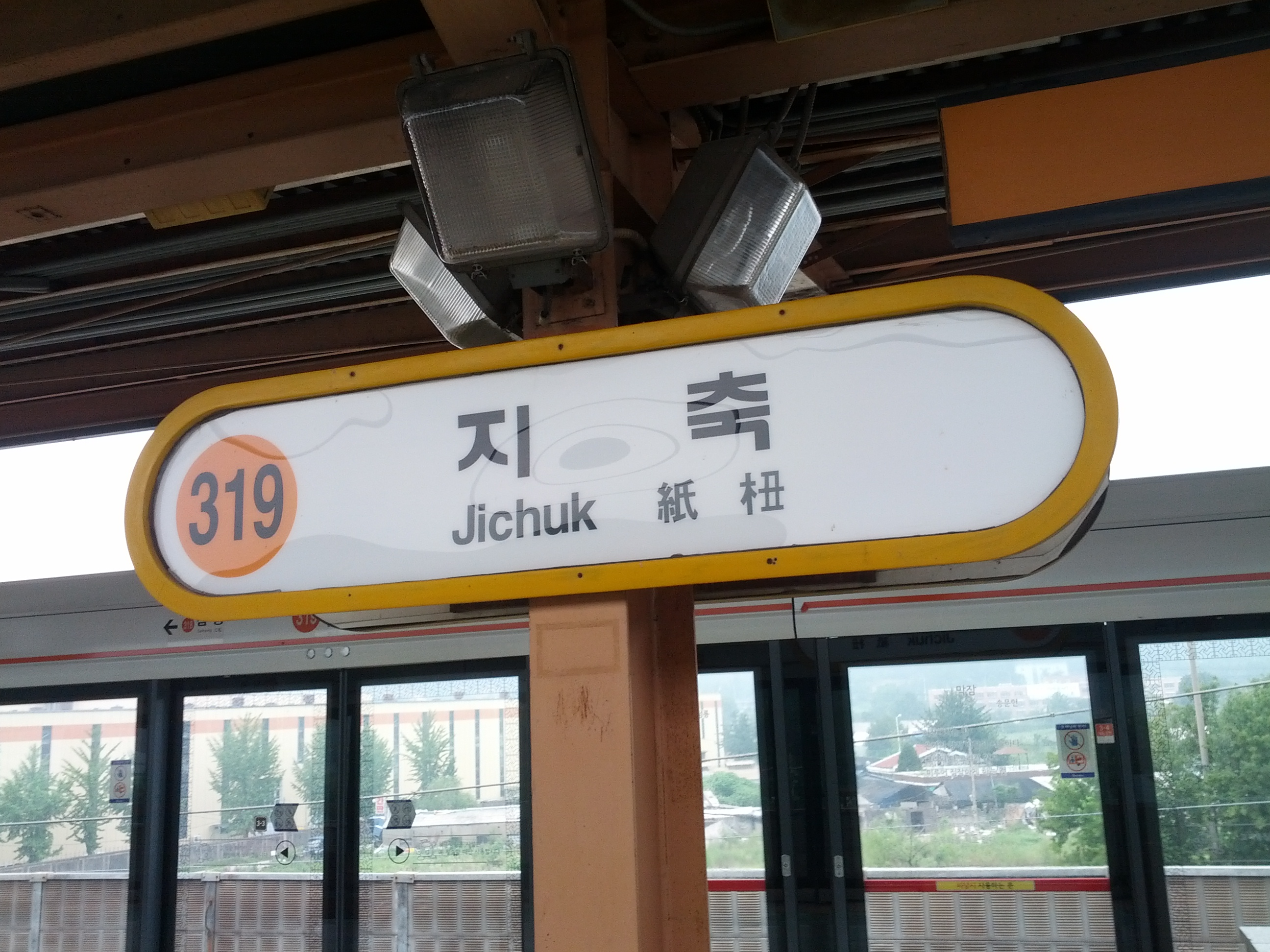
Ga Jichuk 3 (Tổng công ty Đường sắt Hàn Quốc)
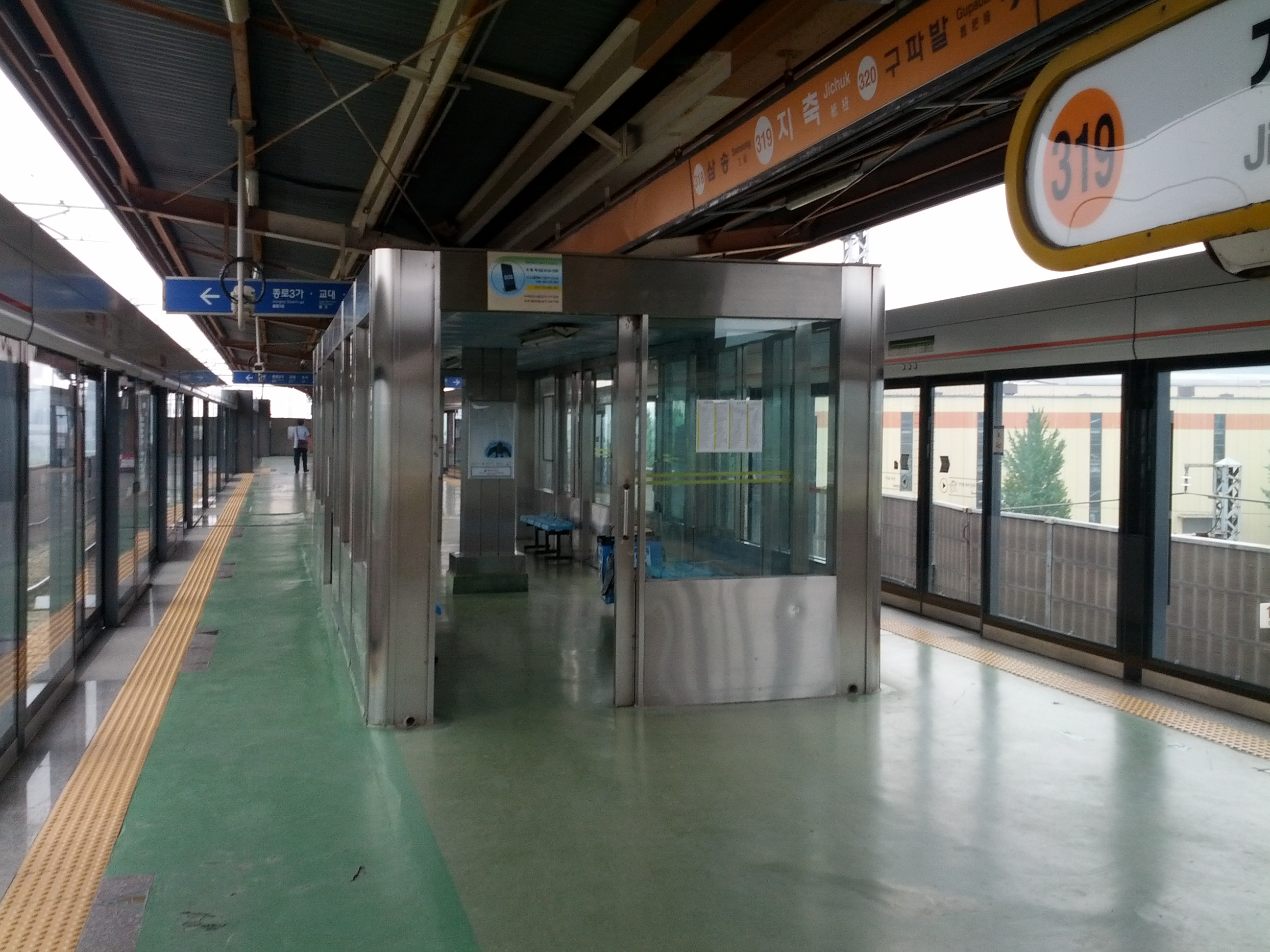
Ga Jichuk 4 (Tổng công ty Đường sắt Hàn Quốc)
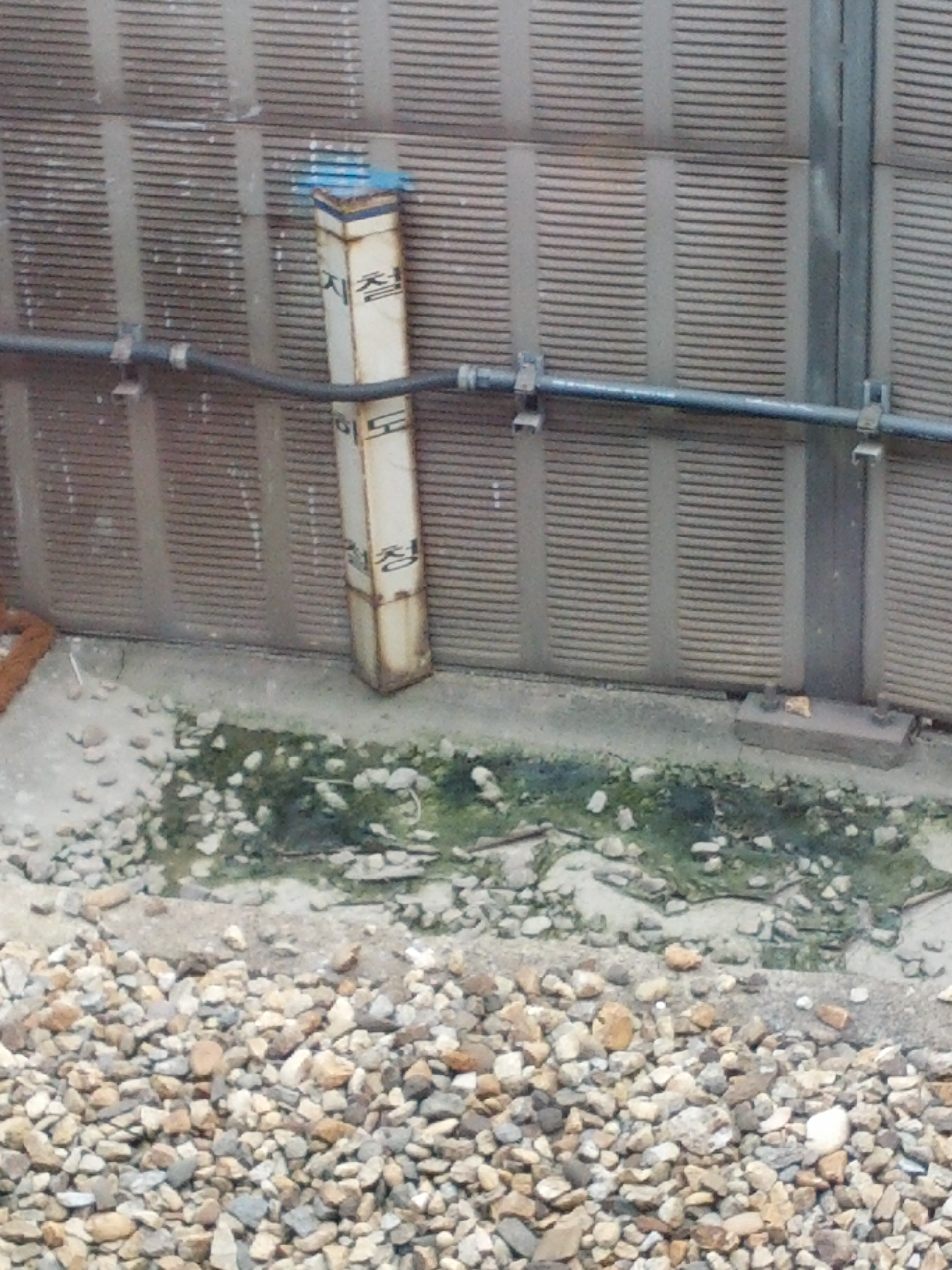
Ga Jichuk 5 (Biển báo khu vực ranh giới Cục quản lý đường sắt- Tàu điện ngầm Seoul)
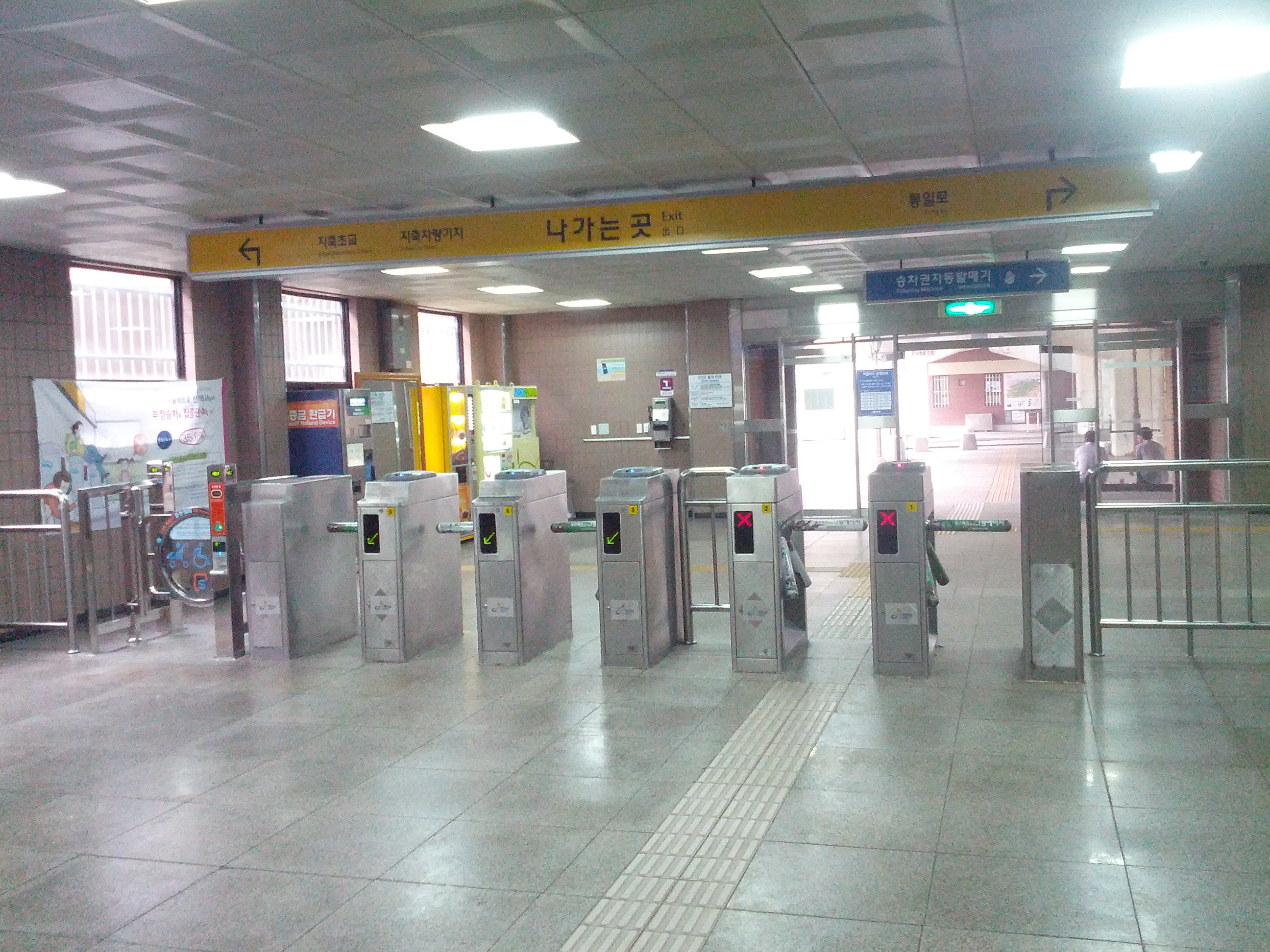
Ga Jichuk cửa soát vé 6 (Tổng công ty Đường sắt Hàn Quốc)
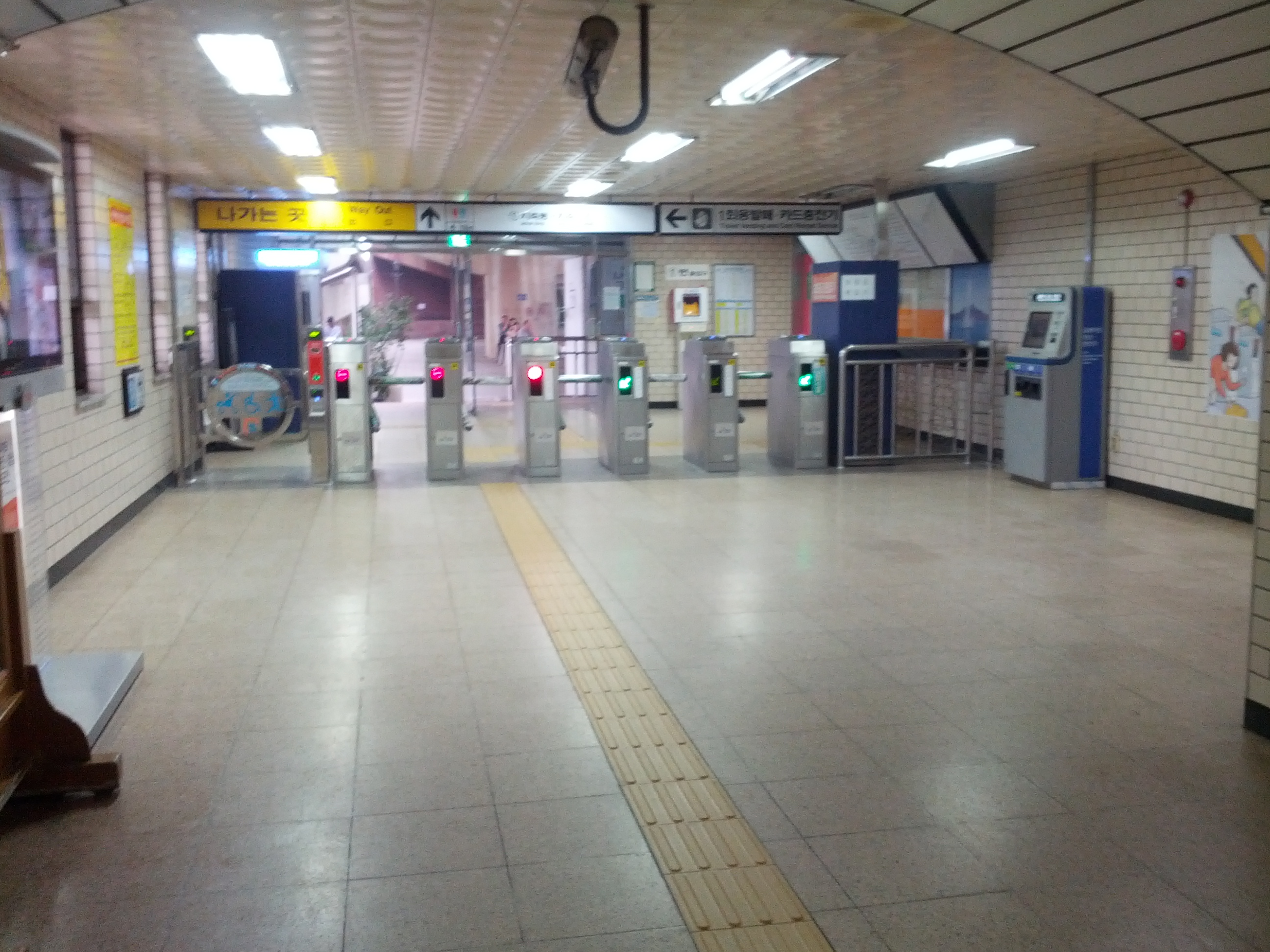
Ga Jichuk cửa soát vé 7 (Tổng công ty Vận tải Seoul)